# Anjel Lekuona Beitia
Anjel Lekuona Beitia (Busturia, Bizkaia, 1913 – Hradištko, Txèquia, 1945) va ser un milicià o gudari assassinat en un camp de concentració nazi. Després de lluitar a favor de la República al País Basc, Cantàbria i Astúries, igual que molts altres lluitadors, va arribar a França amb vaixell i es va endinsar a Catalunya per a continuar lluitant contra els franquistes. Quan Catalunya va caure en mans dels feixistes, va fugir a França; després d'un temps en el camp de concentració de Gurs, amb l'ocupació nazi de França, la Gestapo el va fer pres el 1943, en entendre que col·laborava amb la Resistència. El van conduir primer al camp de concentració de Buchenwald i després a Flossenbürg. El van assassinar a trets a Hradištko, branca d'aquest últim camp de concentració.

## Origen i família

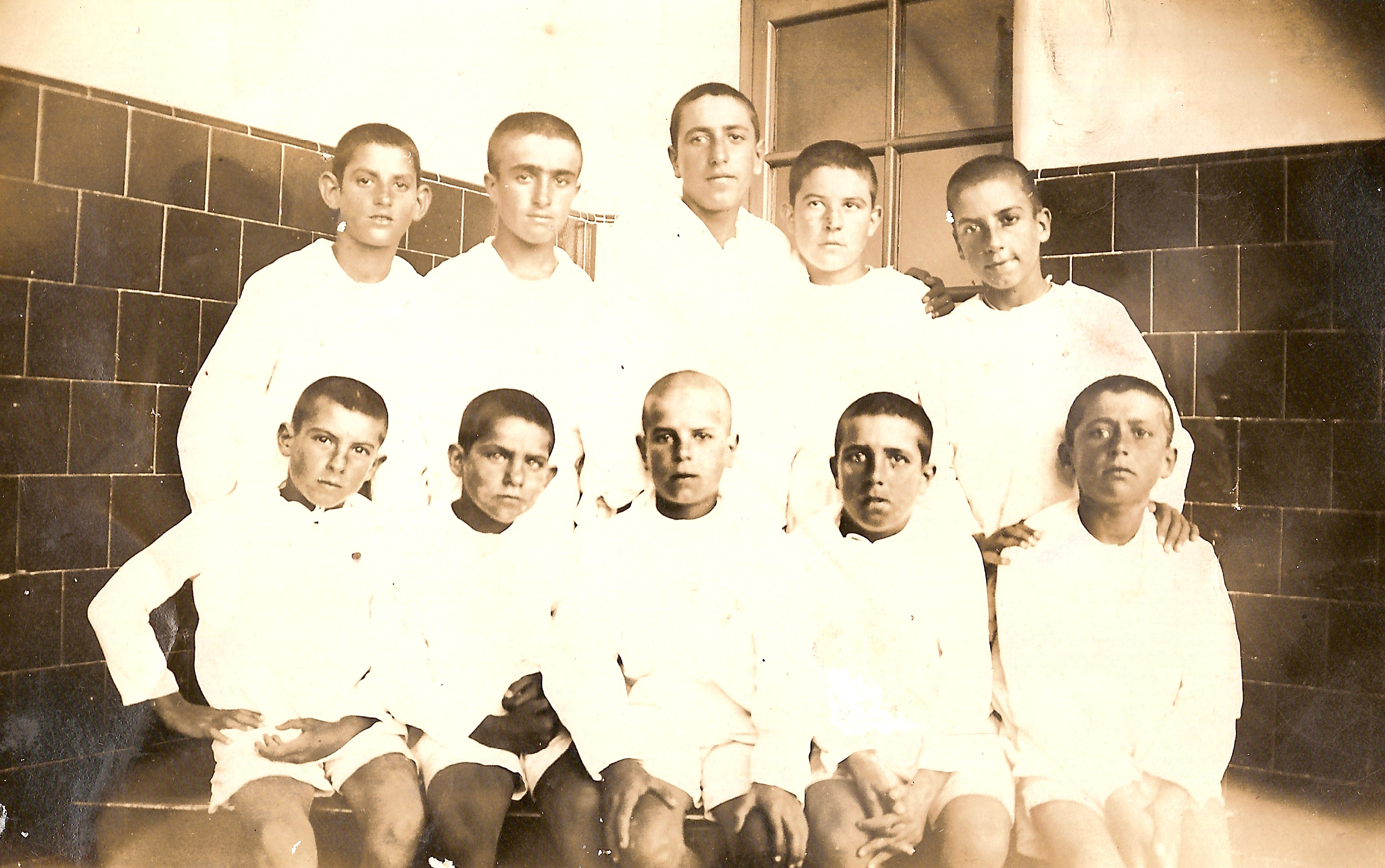
Anjel Lekuona de nen, dempeus, el segon de dreta, a l'hospital de Gorliz, on va estar malalt durant una estona.

Anjel Lekuona va néixer el 1er de març de 1913 a Busturia (Busturialdea, Biscaia), en el caseriu nomenat Apraiz. Son pare era Toribio Lekuona Gorrotxategi (27-04-1891), d'Aulesti (Lea-Artibai, Biscaia), i sa mare Antonia Beitia Gallastegi (17-01-1890), d'Aramaio (Quadrilla de Zuia, Àlaba). En ser Anjel el major d'onze germans, havia d'ajudar a casa, cosa per la qual no va poder anar a escola.

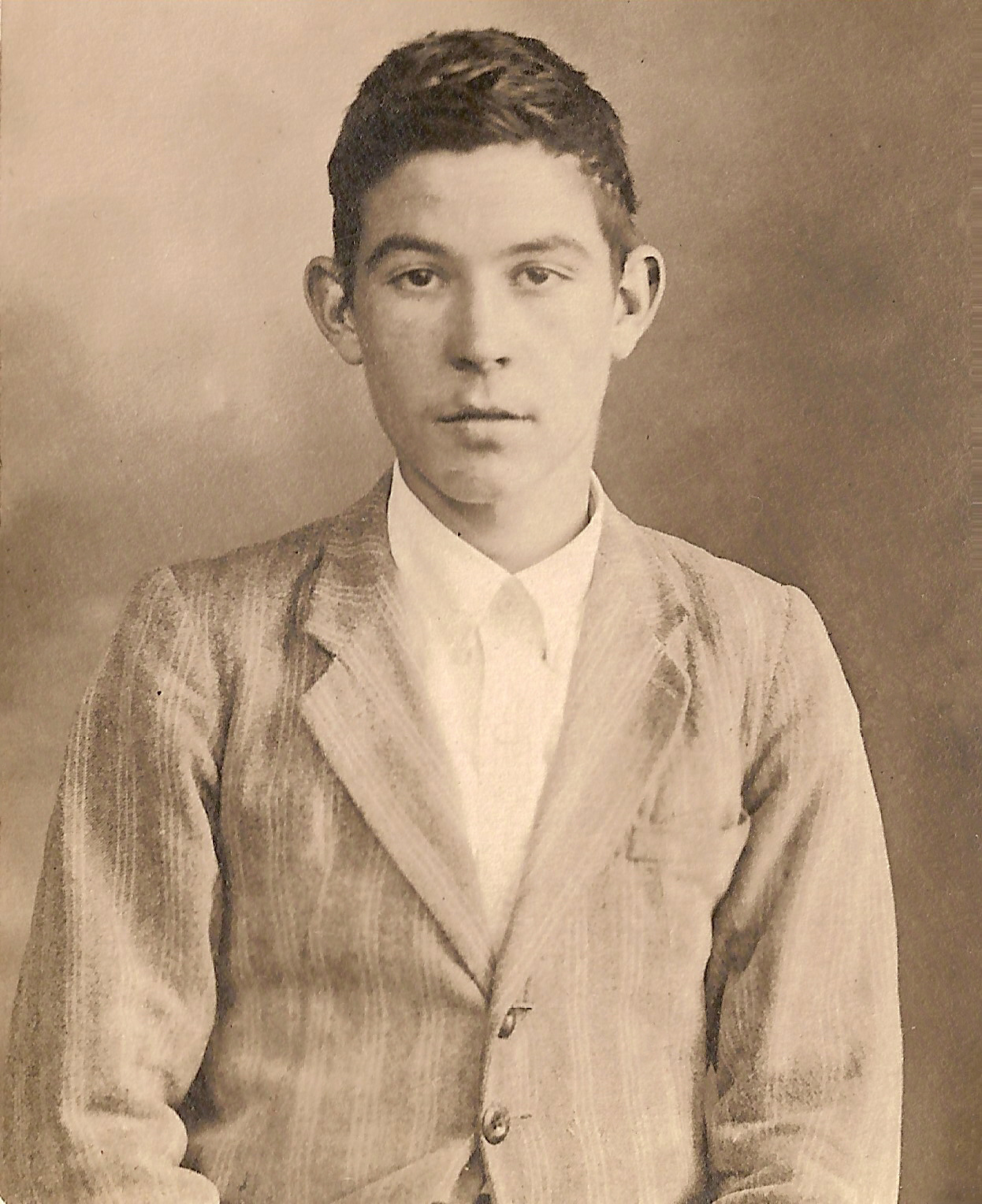
Anjel Lekuona, als 14 anys.

De nen, als 12 anys, va patir una llarga malaltia, ja que s'ha comprovat que va realitzar una estada a l'hospital de Gorliz durant un estiu.
De jove, als 14 anys, va treballar en la mar a bord dels vaixells pesquers de la zona. Va fer el servei militar a Ferrol (La Corunya, Galícia), els anys 1932-1933.

## Cop d'estat i fugida
Després de bombardejar Guernica el 26 d'abril de 1937, quan els feixistes van conquerir Busturia, a l'agost van ser afusellats vuit veïns, sis d'ells a Derio, un a Bilbao i l'últim a Sant Sebastià. Atabalat per aquests assassinats, Lekuona va decidir abandonar el poble.

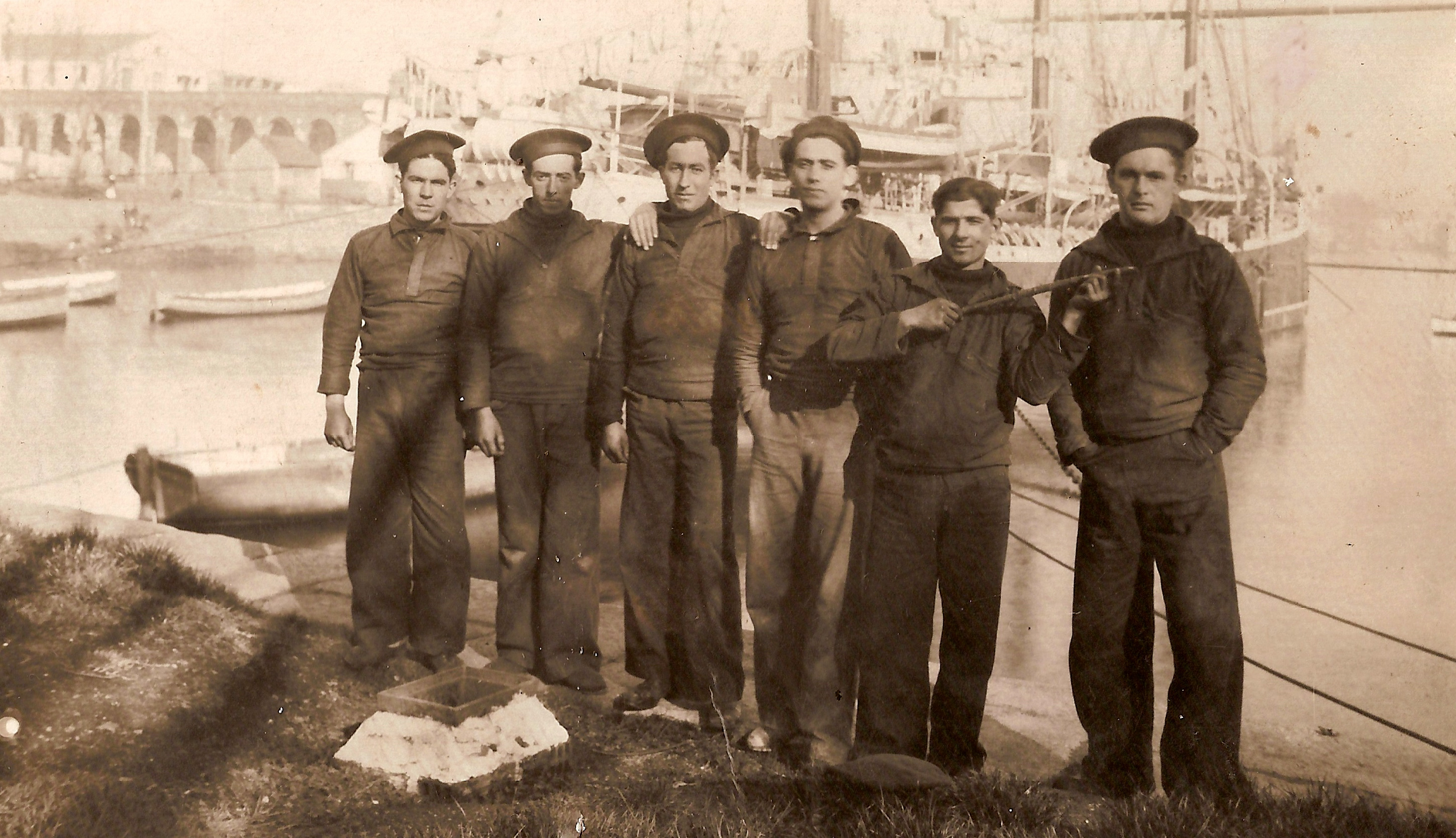
Anjel Lekuona al servei militar, primer de l'esquerra, a Ferrol.

No és clar què va fer després de la fugida, però hi ha indicis per a creure que va lluitar per la República, primer a Biscaia, defensant Bilbao, i després en els fronts de Santander i Astúries.

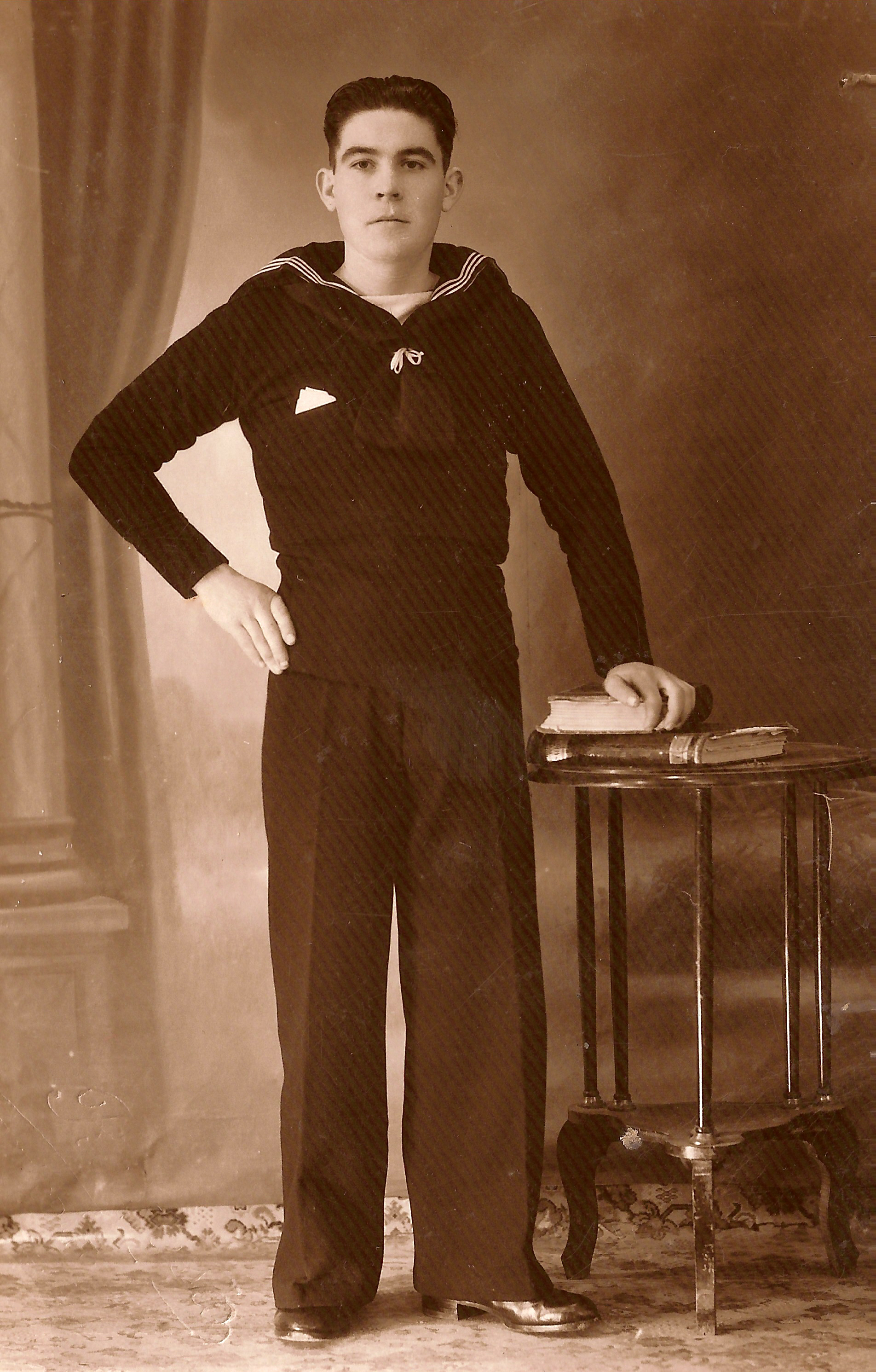
Amb uniforme de mariner.

Quan les forces republicanes van perdre Astúries, el 21 d'octubre de 1937, la majoria dels milicians van arribar amb vaixell a la costa atlàntica francesa, per a recórrer tot el país i poder arribar a Aragó o Catalunya, on la República es defensava aleshores. Entre maig i juny del 1937, l'exèrcit republicà va organitzar a Catalunya la Brigada Mixta 142, anomenada Brigada Basc-Pirinenca, a les ordres del tinent José García-Miranda. Va ser desfeta oficialment el 1937, però va seguir a les ordres del milicià comunista Celestino Uriarte Bedia. La brigada va lluitar en la batalla de l'Ebre i, després de perdre totes les seves posicions, va passar a terres franceses el 12 de febrer de 1939, des del poble de Camprodon. Pel que sembla, Anjel Lekuona es va unir a aquesta brigada, ja que apareix en les llistes de retribucions que es concedien als milicians.

### Estranger a França

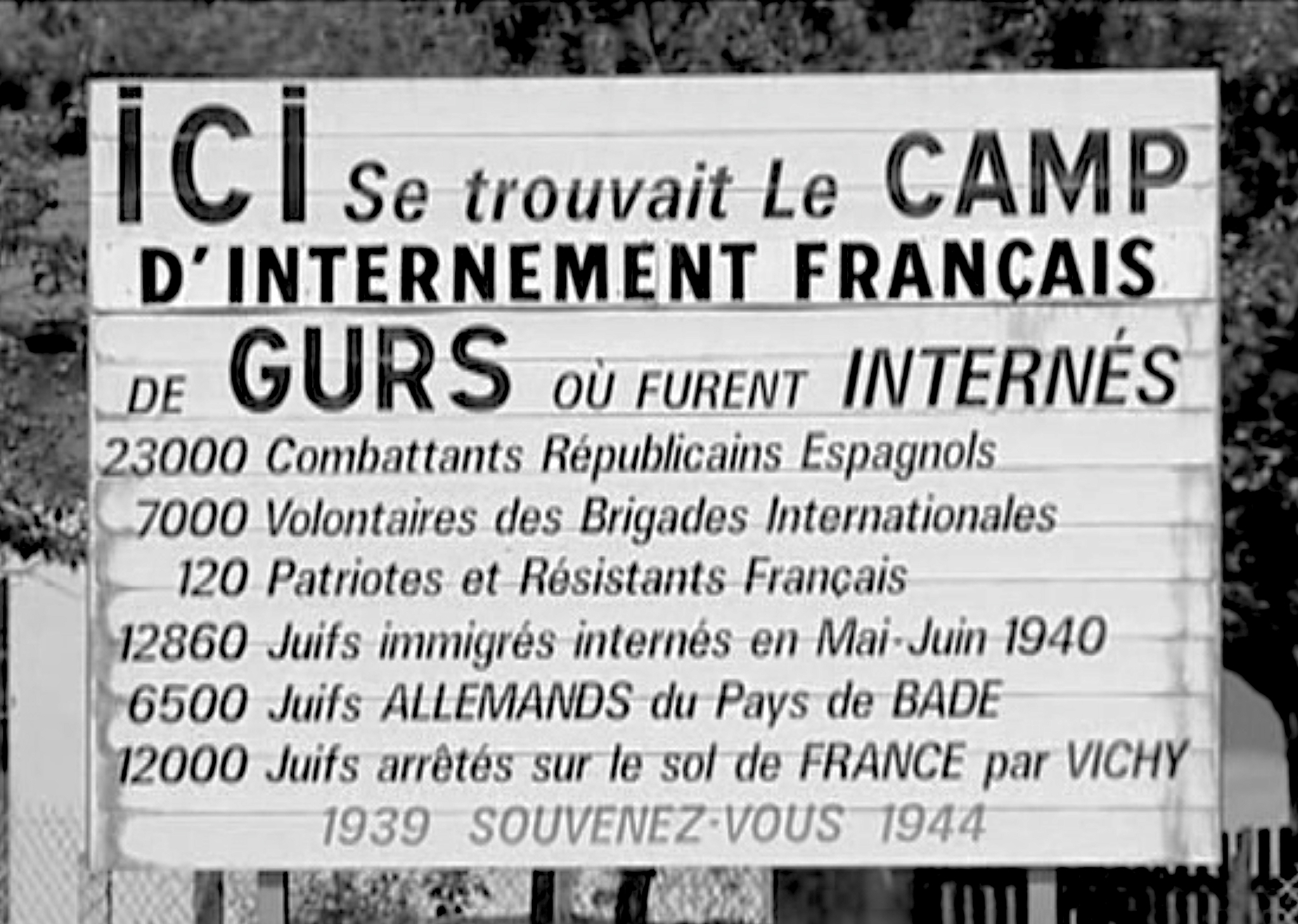
Record del camp de Gurs.

Els milicians que van lluitar contra els feixistes i van arribar a França van ser rebuts amb recels pel govern francès, que va dictar tres decrets legislatius contra els «estrangers indesitjables», l'últim el 18 de novembre de 1939, que permetia conduir qualsevol ciutadà, francès o estranger, als camps d'internament, si el govern considerava que es tractava de «un perill per a la defensa nacional o la seguretat pública».
Inicialmente, a partir de febrer de 1939, Lekuona va ser traslladat a una zona de detenció improvisada a la platja d'Argelers (Rosselló, Catalunya del Nord). De seguida, el 22 d'abril de 1939, des d'allí va ser enviat al camp d'internament de Gurs, al Bearn, encara que no hi va passar molt de temps, ja que en va sortir abans de finals de juny. No és clar per què o com va sortir de Gurs; el registre del camp només en recull un senzill «se'n va anar a França». Per contra, en la majoria dels noms de la mateixa llista es dona més detall, per exemple, en el cas de les sortides a les Companyies de Treballadors Estrangers. Per tant, s'ha de suposar que Anjel Lekuona va fugir del camp de Gurs.

### Ajudant a la resistència fins a la seva detenció

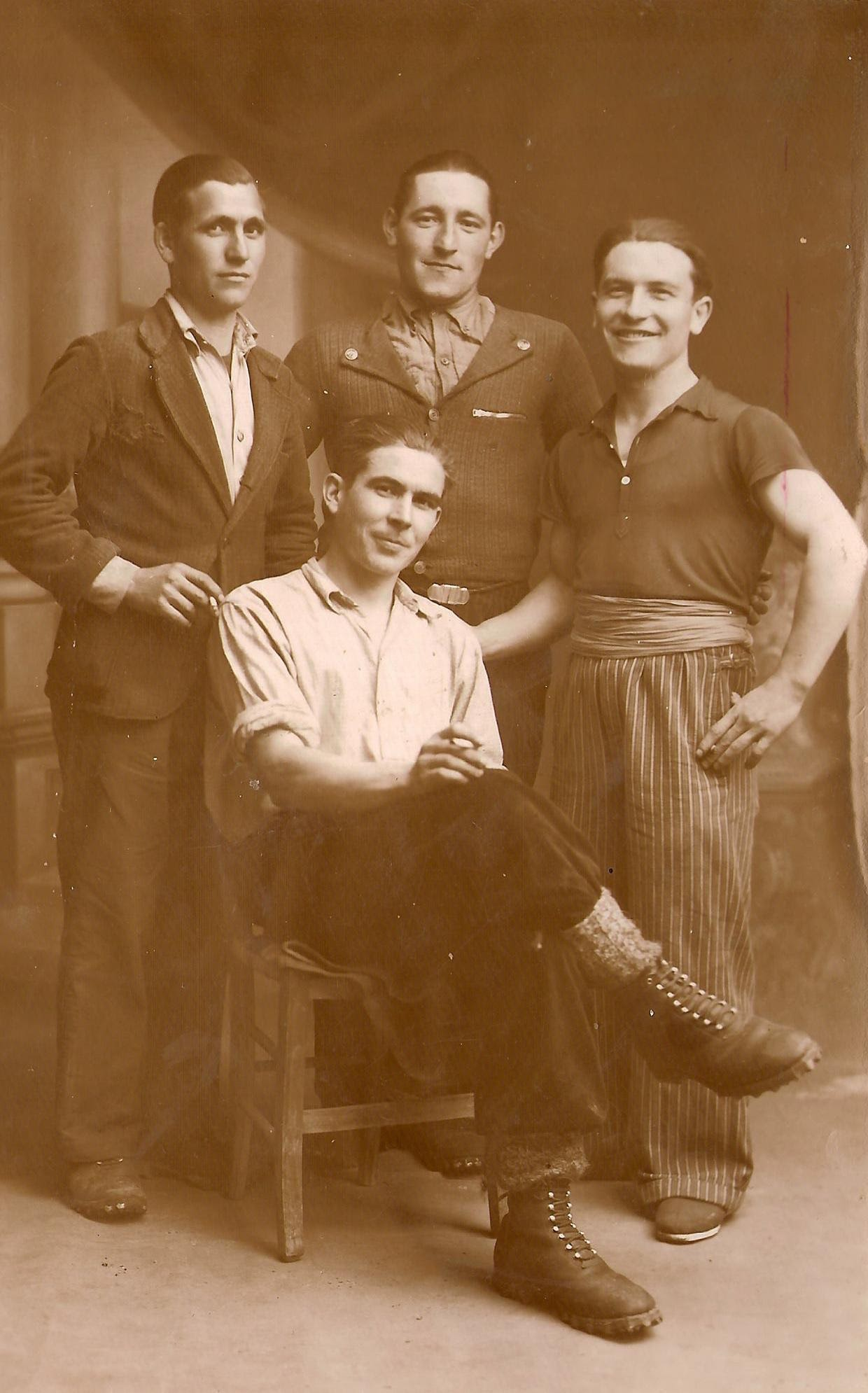
Anjel Lekuona assegut, cap a 1940, en Arudy.

En sortir del camp d'internament de Gurs, va començar a treballar com a llenyataire a Arudy, a uns 40 km de Gurs, per a l'empresa Lombardi et Morello. Amb l'ocupació nazi de França al juny de 1940, a les regions de Bearn, i especialment en Arudy, va sorgir una forta resistència als nazis, en forma de guerrilla o maquisard, formada principalment per milicians republicans, comunistes, anarquistes i, en general, antifeixistes, que van fugir a França després de la pèrdua de la guerra per la Segona República i es van assentar en el camp de Gurs. Així va néixer el primer maqui de Pédehourat (Louvie-Juzon) i Bager (Arudy), al novembre de 1942, format per llenyataires. Encara que no hi ha proves directes de la participació d'Anjel Lekuona en aquest maqui, sembla que va col·laborar en aquestes tasques.
Lekuona va treballar com a llenyataire i ajudant a la Resistència fins que la Gestapo ho va fer pres el 10 de juliol de 1943.

## Camps de concentració

### Bordeus, París
A Bearn i també en el departament del Pirineu Atlàntic, molts dels detinguts pels nazis eren conduïts al castell o fortalesa d'Hâ de Bordeus, i des d'aquest punt distribuïts a altres camps. Al cap de poques setmanes, Anjel Lekuona va ser traslladat al frontsalag o recinte de trànsit de Royallieu (Compiègne). Els nazis van concentrar en aquest camp molts dels presoners detinguts a França, per a enviar-los en combois de tren a diferents camps de concentració de Polònia, Àustria i Alemanya.

### Buchenwald

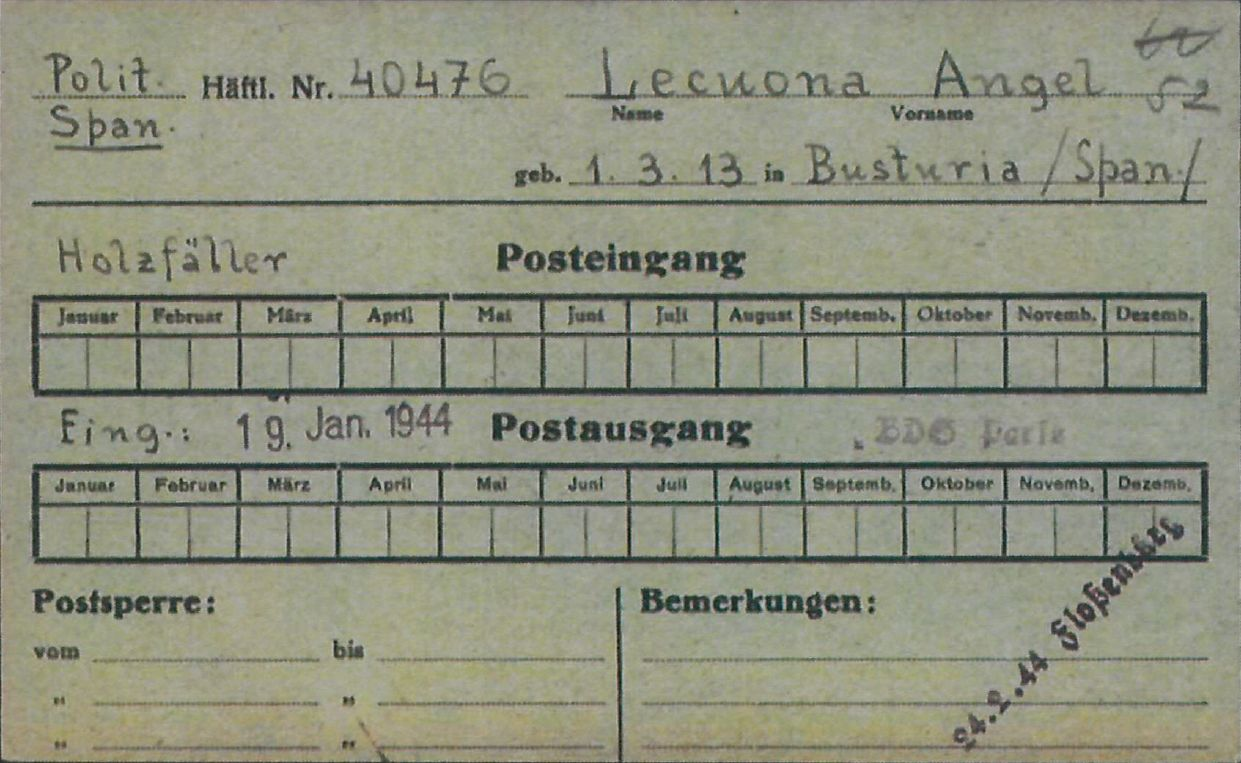
Fitxa de Lekuona en Buchelwald (1944).

L'Anjel Lekuona va ser portat del camp de Royallieu en un comboi de tren, el 17 de gener de 1944, cap al camp de concentració de Buchenwald (Alemanya). Va ser un llarg viatge de dos dies, en condicions extremes, amb un fred hivernal i sense menjar ni beguda.
En arribar a Buchenwald, el 19 de gener, els responsables del camp van registrar Anjel Lekuona amb el número 40476, tot i que el seu nom apareixia malament escrit, com Angelo o Angèle.

### Flossenbürg

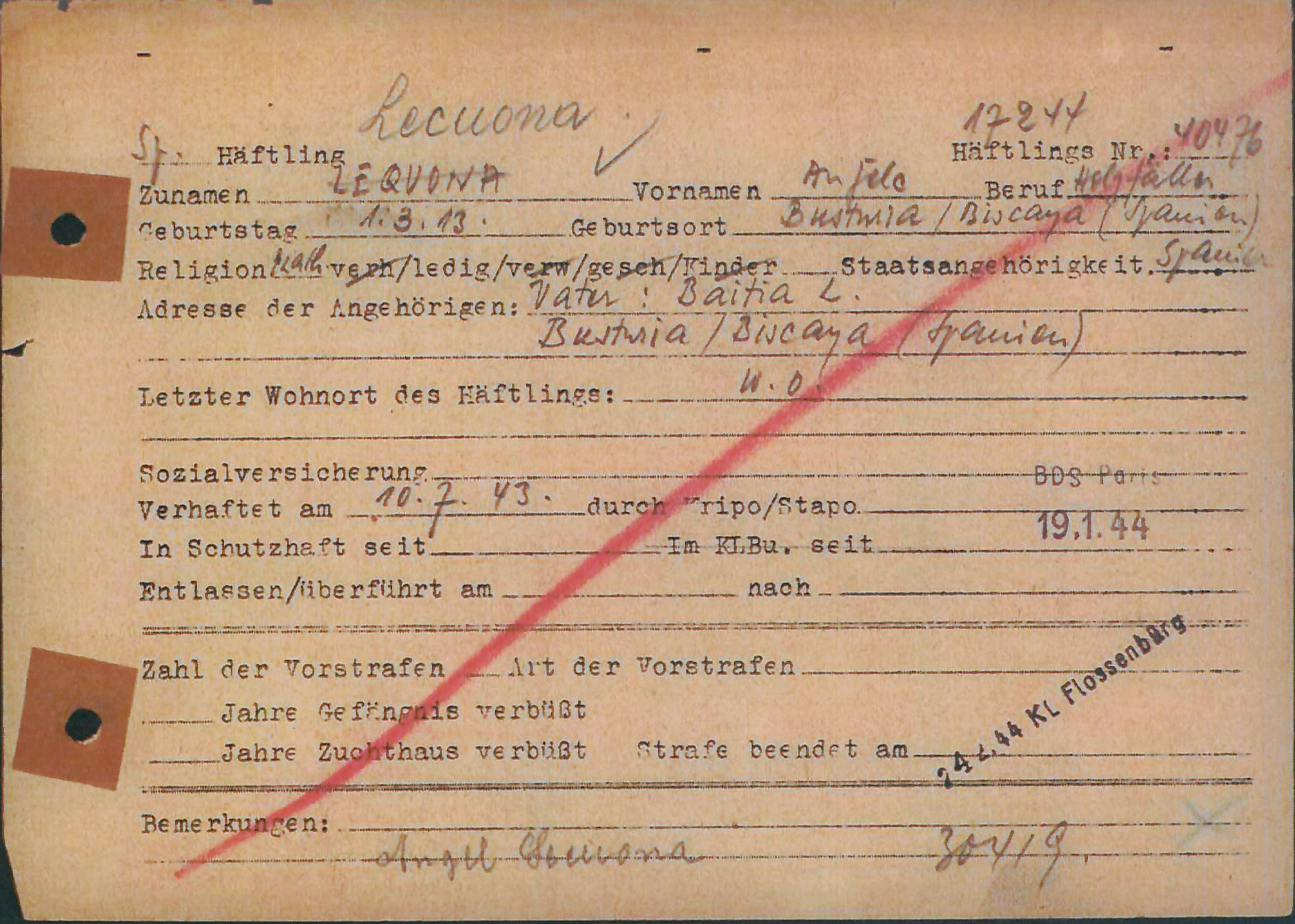
Fitxa de Lekuona en Flossenbürgen.

Lekuona va fer escassament un mes a Buchenwald; el 24 de febrer de 1944 va ser enviat a Flossenbürg (Bavaria, Alemanya) en un comboi al costat de molts altres presoners que havien lluitat a favor de la República Espanyola. La majoria d'ells no van sobreviure a aquest camp.
El camp de Flossenbürg va ser construït el 1938 per uns 100 presoners provinents del camp de concentració de Dachau. Es trobava al mig d'un bosc, lluny de tots els nuclis urbans. Fins que el recinte va ser demolit completament el 1945, hi van ser deportats prop de 100.000 presoners, dels quals van morir més de 30.000, per execució, malaltia o fam. El camp de concentració va comptar amb uns 50 recintes exteriors o satèl·lits, un dels quals era Hradištko. Anjel Lekuona va ser destinat al kommando 12 de Hradištko el 3 de març de 1944, és a dir, només arribar a Flossenbürg.

### Hradištko, la mort

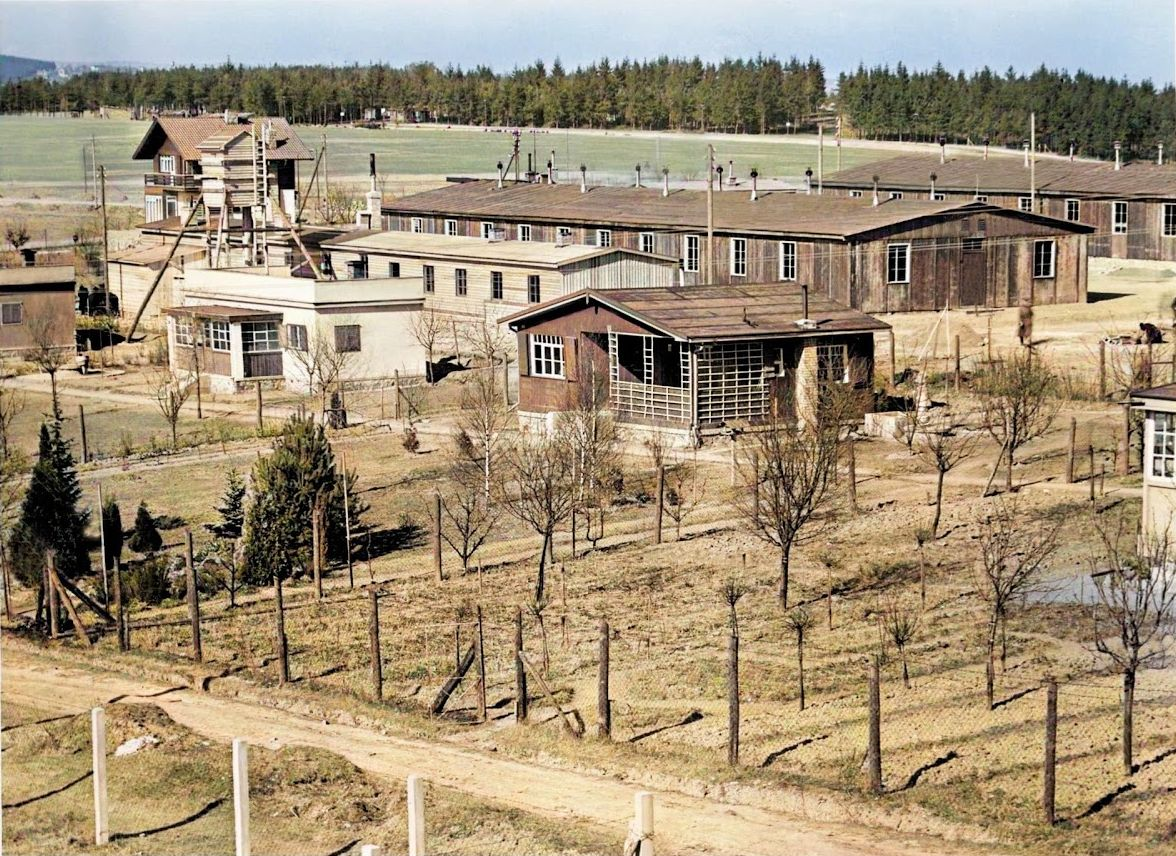
Camp de detenció de Hradištko, a Txèquia.

El camp de Hradištko era una àrea d'entrenament de les Schutzstaffel o SS, que es feia servir per a formar nous membres del grup paramilitar del Partit Nazi d'Alemanya. El camp era a uns 20 km al sud de Praga. Des de l'arribada d'Anjel Lekuona, el 3 de març de 1944, fins que els membres de la SS es van escapolir d'allí, el 25 d'abril de 1945, uns 100-150 presoners van ser assassinats a tirs, especialment a partir de principis d'abril de 1945, quan les autoritats del camp van ordenar disparar als presos davant l'aproximació de l'exèrcit soviètic.
En arribar a Hradištko, Lekuona va emmalaltir de pleuresía, segurament per causa dels treballs forçats, les penoses condicions de vida i la falta de menjar. Va ser ingressat a la sala d'infermeria del recinte, fins a setembre de 1944. Malgrat tenir una cura molt deficient, quan va aconseguir sobreposar-se una mica, va ser enviat a treballs forçats, amb un dels grups més durs.
Segons el testimoni Gregorio Uranga, que va ser company de Lekuona al camp, Anjel Lekuona mai va perdre el coratge, malgrat haver de viure en condicions aclaparadores: 
Per sobre de totes les dificultats, es mostrava tranquil i humil, amb l'ajuda dels seus desgraciats amics, i s'enfrontava amb valentia al temps cru, als cops i a la mala alimentació per a la vida d'un home… Vivíem sempre amb l'esperança d'un final pròxim de la guerra. 
El 9 d'abril de 1945 van matar a tirs a Lekuona, quan es dirigia a fer treballs forçats, a la carretera que va des de Hradištko fins a Krňany, juntament amb altres presoners. No va ser, per tant, una execució oficial, sinó un assassinat sense raó aparent, quan anaven a treballar.

### Incineració a Praga
Com que el kommando de Hradištko no disposava d'una incineradora de cadàvers, i en estar cada vegada més a prop els soviètics, els membres de la SS van traslladar de pressa els cadàvers dels presoners assassinats entre el 9 i l'11 d'abril a la incineradora civil de Praga, ja que no volien deixar proves. Així, el cadàver d'Anjel Lekuona va ser incinerat el 13 d'abril de 1945, a la incineradora civil del districte de Strašnice a Praga.
Els responsables de la incineradora, František Suchý pare i fill —tots dos del mateix nom—, no van complir el mandat dels nazis: en lloc de barrejar i eliminar les cendres en un sol munt, les van desar en sengles caixes de metall, amb un registre minuciós. Així, les cendres d'Anjel Lekuona van ser dipositades dins la caixa 62559.

## Memòria reeixida

### Una carta guardada 45 anys

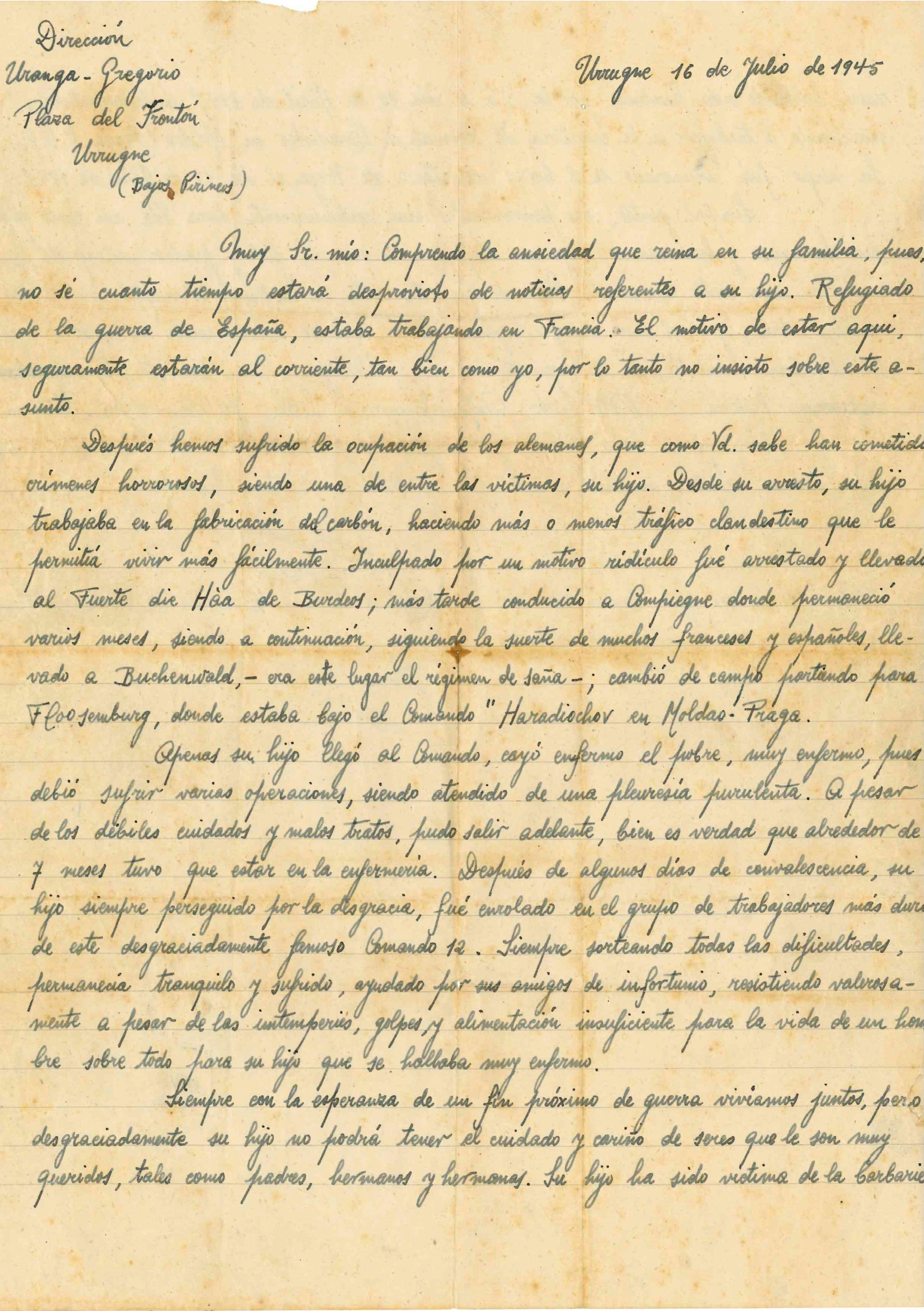
Carta de Gregorio Uranga (1945).

La trajectòria d'Anjel Lekuona va ser similar a la de molts altres bascos que van ser deportats als camps de concentració nazis: després d'haver lluitat a favor de la Segona República Espanyola, primer al País Basc, després a Cantàbria i Astúries, finalment a Catalunya; empresonats a França en els camps de detenció, tot seguit de l'explosió de la Segona Guerra Mundial, van ser presoners dels nazis a França i van acabar en un camp de concentració. És el mateix que els va passar a uns 250 bascos.
La memòria de Lekuona, com és el cas de la majoria dels bascos que van morir als camps de concentració nazi, va estar amagada durant molt de temps. Al cas de Lekuona, fins que es va conèixer una carta que la família va tenir desada durant uns 45 anys. I és que Gregorio Uranga, natural d'Urruña, que va estar al camp de Hradištko juntament amb Anjel Lekuona, va enviar una carta als seus pares, en acabar la Segona Guerra Mundial, explicant les peripècies i la mort d'Anjel.
Primer els pares d'Anjel Lekuona, després la seva germana, van tenir amagada la carta, fins que l'any 2000 va ser llegida pel seu nebot Anton Gandarias. A partir de les dades que hi va trobar, va intentar reprendre l'empremta del seu oncle.

### Contingut de la carta
La carta està escrita a mà, per les dues cares d'una fulla, en castellà, amb lletra molt acurada. Està datada a Urruña (Lapurdi) el 16 de juliol de 1945, és a dir, només acabada la guerra d'Europa i tres mesos després de la mort de Lekuona. Per tant, s'ha d'entendre que les explicacions que hi dona el signant Gregorio Uranga són creïbles.
| «                 | Dirección Uranga – Gregorio Plaza del Frontón, Urrugne, (Bajos Pirineos) Urrugne 16 de Julio de 1945 Muy Sr. Mío: Comprendo la ansiedad que reina en su familia, pues no sé cuanto tiempo estará desprovisto de noticias referentes a su hijo. Refugiado de la guerra de España, estaba trabajando en Francia. El motivo de estar aquí, seguramente estarán al corriente, tan bien como yo, por lo tanto no insisto sobre este asunto. Después hemos sufrido la ocupación de los alemanes, que como Vd. sabe han cometido crímenes horrorosos, siendo una de entre las víctimas, su hijo. Desde su arresto, su hijo trabajaba en la fabricación del carbón, haciendo más o menos tráfico clandestino que le permitía vivir más fácilmente. Inculpado por un motivo ridículo fué arrestado y llevado al Fuerte de Hâa de Burdeos; más tarde conducido a Compiegne donde permaneció varios meses, siendo a continuación, siguiendo la suerte de muchos franceses y españoles, llevado a Buchenwald, —era este lugar el régimen de saña—; cambió de campo partiendo para Floosenburg, donde estaba bajo el Comando Haradischor en Moldao-Praga. Apenas su hijo llegó al Comando, cayó enfermo el pobre, muy enfermo, pues debió sufrir varias operaciones, siendo atendido de una pleuresía purulenta. A pesar de los débiles cuidados y malos tratos, pudo salir adelante, bien es verdad que alrededor de 7 meses tuvo que estar en la enfermería. Después de algunos días de convalescencia, su hijo siempre perseguido por la desgracia, fué enrolado en el grupo de trabajadores más duro de este desgraciadamente famoso Comando 12. Siempre sorteando todas las dificultades, permanecía tranquilo y sufrido, ayudado por sus amigos de infortunio, resistiendo valerosamente a pesar de las intemperies, golpes y alimentación insuficiente para la vida de un hombre sobre todo para su hijo que se hallaba muy enfermo. Siempre con la esperanza de un fin próximo de guerra vivíamos juntos, pero desgraciadamente su hijo no podrá tener el cuidado y cariño de seres que le son muy queridos, tales como padres, hermanos y hermanas. Su hijo ha sido víctima de la barbarie nazi, habiendo sido fusilado por la S.S. el día 10 de Abril de 1945, en la carretera, marchando a trabajar en la carretera de Krinian a Haradisko en Moldao (Praga C.S.R.) Su cuerpo fué incinerado en el horno crematorio de Praga el día 13 de Abril de 1945. Siempre juntos, sus pensamientos eran continuamente para Vds. asi como para sus hermanos y hermanas. Ruego me dispensen de ser un fiel y piadoso intérprete, y de enviarles una carta tan cruel. Caso de que esta carta no les llegue a vuestro poder les remitiré otra; y en el caso de que hayan recibido, sírvanse acusar recibo enviando una carta dirigida a mi tío, con la siguiente dirección: Uranga, Juan Bautista. Rentería. Alto de Capuchinos - Villa Julita-enea. Rentería. Participando de sus penas y de la pérdida de nuestro entrañable camarada vuestro hijo, sírvase aceptar mi más sincero pésame toda la familia Lecuona. P.S. Podía ser que hacia fines del mes próximo tuviera la ocasión de verles, entonces les daré más amplios detalles. | » |
| — Gregorio Uranga | |   |

### A la recerca de les cendres
Segons les investigacions fetes per Anton Gandarias, nebot d'Anjel Lekuona, les cendres de les víctimes de Hradištko incinerades a Strašnic Praga en 1945 van ser dipositades al Pati de les Víctimes del Nazisme, amb una cerimònia d'honor, el 6 d'abril de 1948. Per a llavors, França n'havia ja recuperat les restes dels seus nacionals, el 15 de setembre de 1945.
Les cendres d'Anjel Lekuona, per tant, poden estar emmagatzemades en aquest lloc de Praga.

### Homenatge a Praga

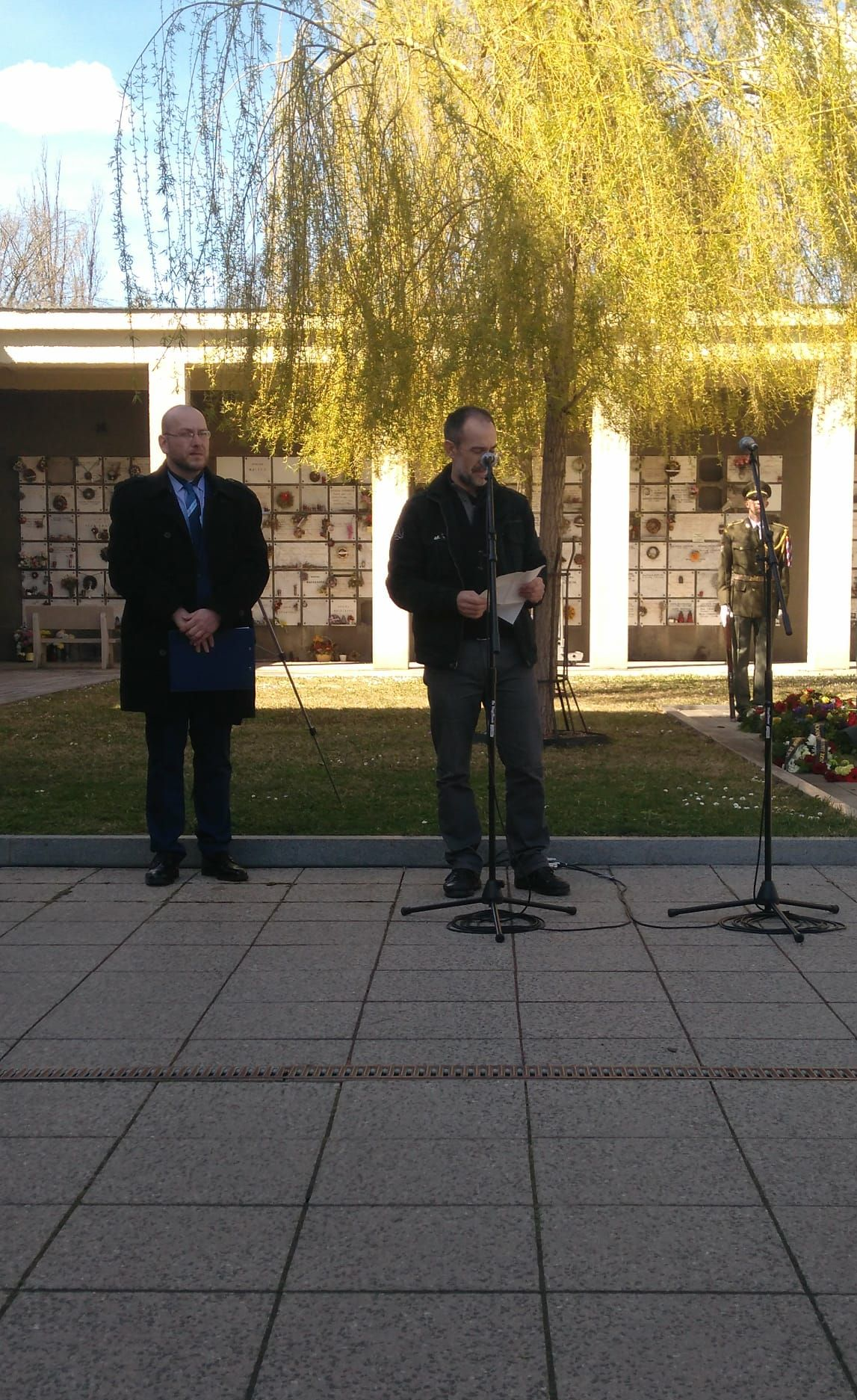
L'investigador Unai Egia, parlant a l'acte de Praga.

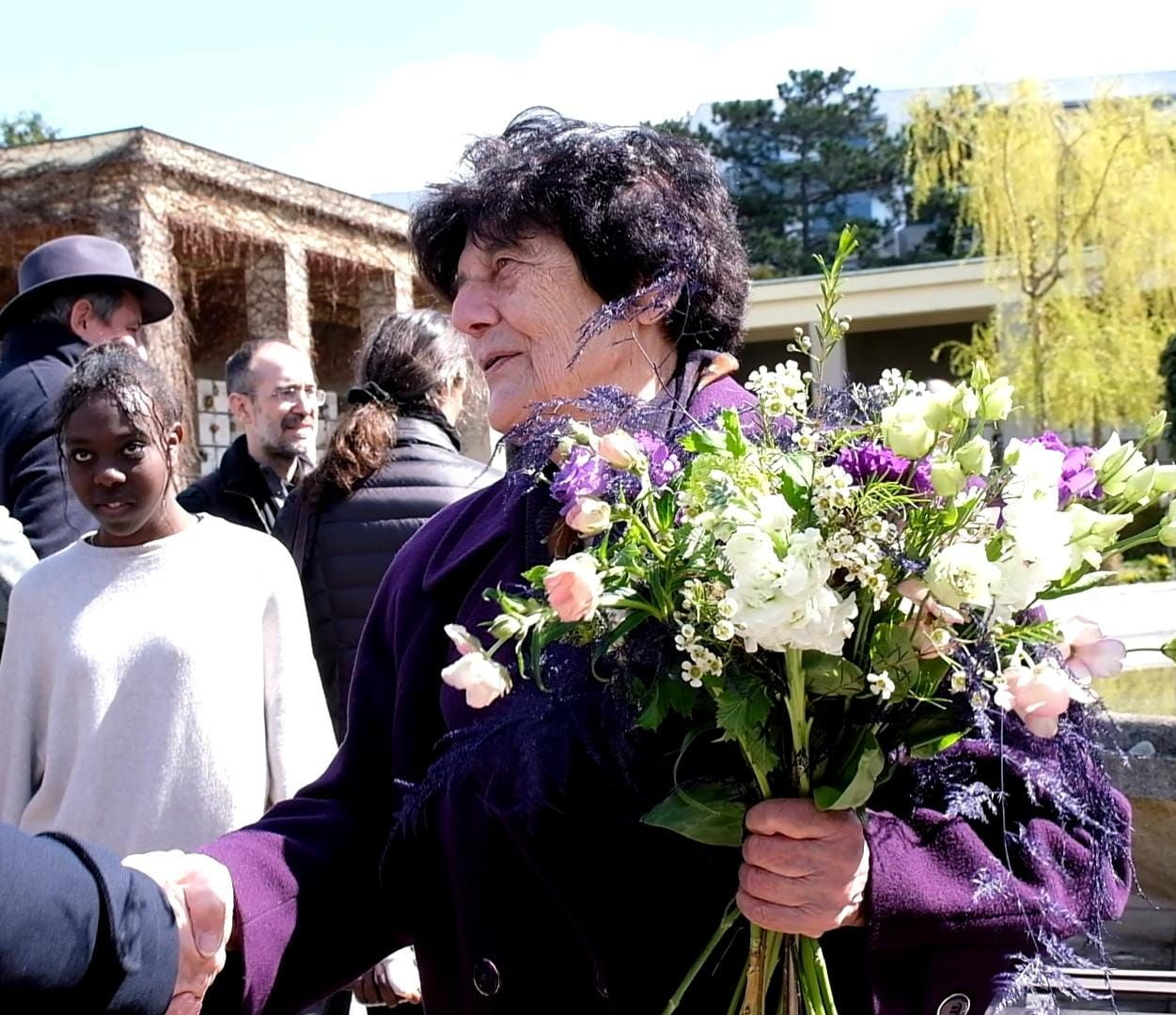
Eva Suchá, vidua de František Suchý.

En el lloc on va estar la incineradora de Strašnic, en Praga, es va celebrar un acte d'homenatge, l'11 d'abril de 2022, impulsat per l'equip de memòria dels deportats al camp de Hradištiko. Quan es complien 77 anys de la mort d'aquests deportats, l'acte hi va reunir unes 150 persones entre familiars, historiadors, representants del govern txec, dels ajuntaments de Praga i Hradištko, del memorial de l'àrea de KZ-Gedenkstätte Flossenbürg, de les ambaixades espanyola, francesa i alemanya en Praga, dels governs basc i de les Illes Balears, de l'ajuntament d'Alberic i de l'Institut Cervantes. També hi va assistir Eva Suchá, vídua de František Suchý, encarregat de la incineradora de Strašnic. L'endemà, 12 d'abril, les famílies van fer una ofrena floral en Hradištiko als deportats morts.
Anton Gandarias, nebot de Lekuona, va portar a Praga terra del caseriu Apraiz i en va prendre una mica de la zona del camp de concentració de Hradištko, per portar-la a Busturia.
A més d'Anjel Lekuona, en l'acte també es va fer homenatge als deportats Enric Moner, Pedro Raga, Antonio Medina, Rafael Moyà i Vicente Vila-Cuenca. Els sis van ser assassinats el mateix dia, 9 d'abril de 1945, en la carretera de Hradištiko a Krňany, a Třebšín.

### Llamborda a Busturia

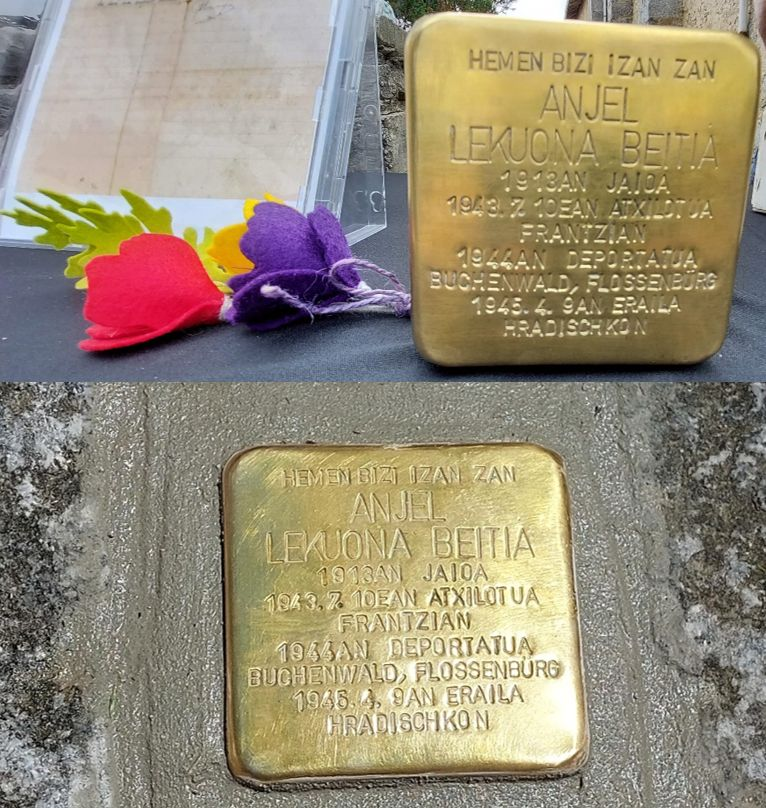
Llamborda col·locada el 23 de maig de 2022, abans i després de ficar-la al terra.

El 23 de maig de 2022, al barri d'Altamira (Busturia, Biscaia) on va néixer Lekuona, a la plaça que hi ha entre l'Escola Jose Maria Urzelai i l'església de l'Arcàngel San Miquel, es va fer un acte de col·locació d'una llamborda o stolpersteine en memòria d'Anjel Lekuona.
L'acte va ser impulsat per Anton Gandarias, nebot d'Anjel Lekuona, amb la col·laboració de l'Ajuntament de Busturia i de l'Institut Gogora. S'hi van congregar, entre d'altres, familiars de Lekuona —com ara, dues germanes—; Aitor Aretxaga, batlle de Busturia; Aintzane Ezenarro, directora de l'Institut Gogora; Mikel Garteiz-Goxeaskoa, cònsol honorari de Txèquia a Bilbao; Marc Andreu Herrera Oliver, director de Memòria Democràtica del Govern de les Illes Balears; Robert Uranga, fill de Gregorio Uranga; Antonio i Concepción Medina, nets de Antonio Medina, assassinat junt a l'Anjel Lekuona; familiars d'altres deportats (com ara, de Marcelino Bilbao, Enric Moner, de Lorenzo Ibañez-Izco i de Juan de Diego); representants de associacions lligades a la memòria històrica de Catalunya, Illes Balears, Perpinyà, Madrid, Cantàbria, València i Andalusia; investigadors sobre memòria històrica; i nombrosos veïns de Busturia.

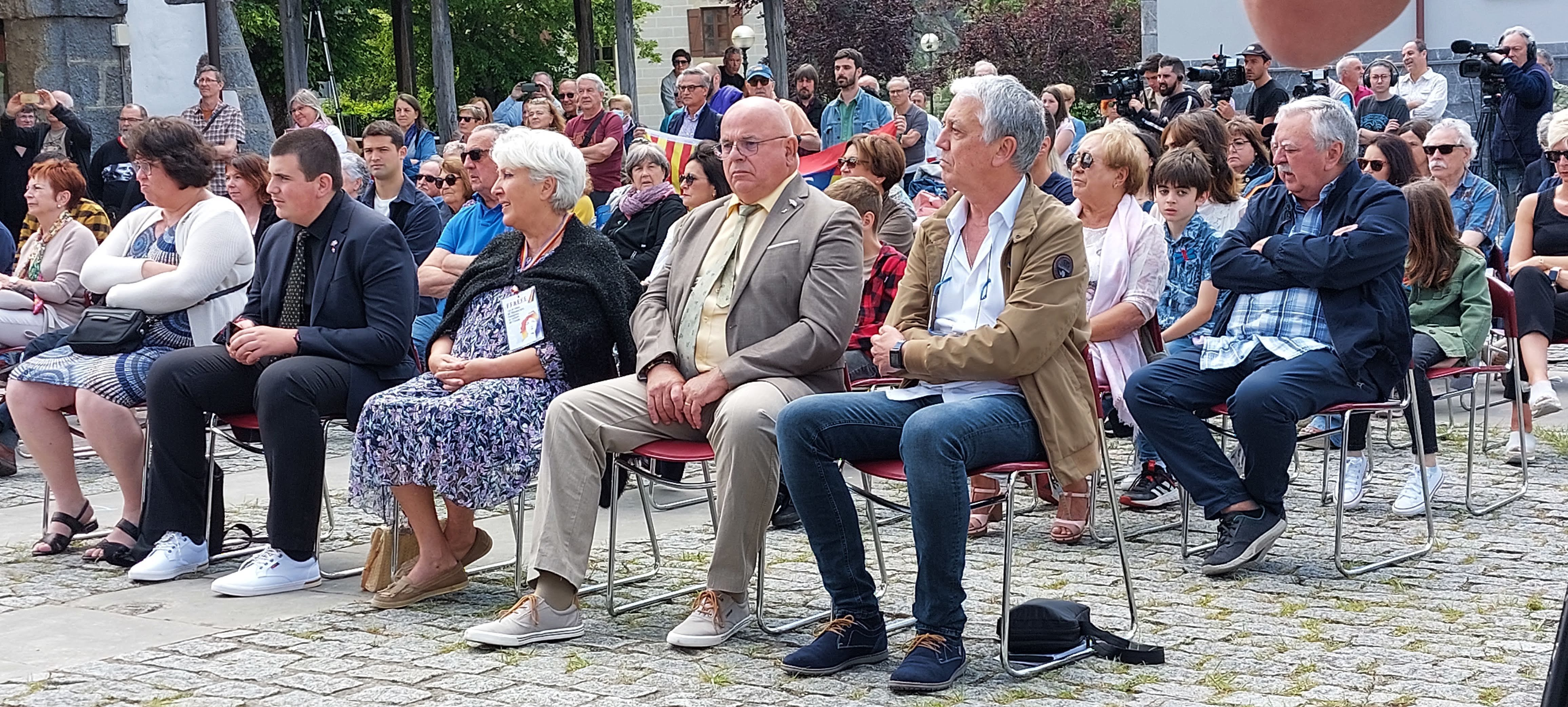
A l'acte, en primer terme, a dreta, Anton Gandarias i Robert Uranga.

L'acte va ser introduït per l'investigador Unai Egia, en basc, castellà i francès. Hi van prendre la paraula Aitor Aretxaga, alcalde de Busturia; Aintzane Ezenarro, directora de l'Institut Gogora; i Anton Gandarias, nebot de Lekuona. Durante l'acte, es va mostrar un vídeo sobre la vida d'Anjel Lekuona.
La llamborda la va ficar Antonio Medina, de professió paleta, com a símbol de l'amistat dels dos deportats assassinats el mateix dia. Abans de ficar-la al terra, al forat hi van posar un grapat de terra del memorial del crematori de Strašnice a Praga, on reposen els rests d'Anjel Lekuona. Va ser la primera llamborda o stolpersteine que es va col·locar al País Basc, a més a més amb la inscripció en llengua basca.